# One Inch Man
One Inch Man is een nummer van de band Kyuss van hun cd ...And the Circus Leaves Town die is uitgebracht in 1994. Het is de vijfde single die is uitgebracht. Het is geschreven door John Garcia en Scott Reeder.

## Single
- One Inch Man - 3:29
- Flip The Phase - 2:16
- Mudfly - 2:26
- A Day Early And A Dollar Extra - 2:17

## Bandleden
- John Garcia - Zang
- Josh Homme - Gitaar
- Scott Reeder - Basgitaar
- Alfredo Hernández - Drums
- Chris Goss - Producer